# Emilio Andina
Emilio Andina (Pesaro, 26 giugno 1928 – Milano, 12 luglio 2015) è stato un rugbista a 15 italiano, di ruolo tre quarti centro.
Lega la sua carriera alla squadra della sua città, il Parma, con cui conquista tre scudetti raccogliendo 124 presenze e 18 mete.
Esordisce in nazionale il 17 maggio 1952 nella finale di Coppa Europa di rugby 1952 persa contro la Francia. Raccoglie un ulteriore presenza il 10 aprile 1955 sempre contro la Francia.

## Palmarès
- Campionati italiani: 3
Parma: 1949-1950, 1954-1955, 1956-1957